# Víctor Zegarra
Pour les articles homonymes, voir Zegarra.
Alejandro Víctor Zegarra Salé, né à Chincha Alta le 18 mars 1940, est un footballeur péruvien évoluant au milieu de terrain, reconverti en entraîneur. 
Surnommé Pitín Zegarra, il est l’une des idoles de l'Alianza Lima. Deux de ses fils, Pablo Zegarra et Carlos Zegarra, ont été internationaux péruviens, le premier étant lui aussi entraîneur.

## Biographie

### Carrière de joueur
Avec 19 saisons passées au sein de l'Alianza Lima, Víctor Pitín Zegarra en est un joueur majeur. Il y fait ses débuts le 29 juin 1958, à 18 ans, sous les ordres de l'entraîneur uruguayen Roberto Scarone, qui le titularise lors d'un "classique" face à l'Universitario de Deportes (défaite 3-1). Il marque ses premiers buts l'année suivante, le 6 février 1959, contre le CR Flamengo à l'occasion d'un tournoi international joué au stade National de Lima (il y inscrit un doublé).
Avec trois titres de champion (en 1962, 1963 et 1965) acquis entre 1958 et 1974, il partage la vedette dans les années 1960 avec d'autres emblèmes de l'Alianza tels que Julio Baylón, Luis Babalú Martínez, Pedro Pablo León ou encore Teófilo Cubillas, ligne d'attaque considérée par certains comme la meilleure de l'histoire du club.
En 1975, il fait une pige à l'Unión Tumán, puis l'année suivante au FBC Melgar avant de revenir à l'Alianza où il est à nouveau sacré en 1977 et 1978. Il s'expatrie en Bolivie en 1979 (au Deportivo Bata) où il raccroche définitivement les crampons.
International péruvien entre 1962 et 1969, Pitín Zegarra dispute le championnat sud-américain 1963, puis les éliminatoires de la Coupe du monde 1966 (un but marqué). Il joue en tout 19 matchs au sein de la sélection du Pérou, avec trois buts inscrits.

#### Buts en sélection
| Buts en sélection de Víctor Zegarra | Buts en sélection de Víctor Zegarra | Buts en sélection de Víctor Zegarra | Buts en sélection de Víctor Zegarra | Buts en sélection de Víctor Zegarra | Buts en sélection de Víctor Zegarra | Buts en sélection de Víctor Zegarra |
|                                     | Date                                | Lieu                                | Adversaire                          | Score                               | Résultat                            | Compétition                         |
| ----------------------------------- | ----------------------------------- | ----------------------------------- | ----------------------------------- | ----------------------------------- | ----------------------------------- | ----------------------------------- |
| 1.                                  | 15 avril 1965                       | Estadio Nacional, Santiago (Chili)  | Chili                               | 0-1                                 | 4-1                                 | Amical                              |
| 2.                                  | 16 mai 1965                         | Estadio Nacional, Lima (Pérou)      | Venezuela                           | 1-0                                 | 1-0                                 | QCM 1966                            |
| 3.                                  | 14 juillet 1968                     | Estadio Nacional, Lima (Pérou)      | Brésil                              | 3-1                                 | 3-4                                 | Amical                              |

### Carrière d'entraîneur
Il connaît sa première expérience sur le banc comme entraîneur-joueur du FBC Melgar en 1976. Mais sa carrière d'entraîneur reste associée à l'Alianza Lima qu'il a dirigé dans les années 1980 et en 2000 (sous forme d'intérim, après le départ de Jorge Luis Pinto).

## Palmarès(joueur)[1]

### En club
Alianza Lima
- Championnat du Pérou (5) :
  - Champion : 1962, 1963, 1965, 1977 et 1978.

### Distinctions individuelles
- Troisième meilleur buteur historique de l'Alianza Lima avec 128 buts en 369 matchs (derrière Waldir Sáenz, 178 buts, et Teófilo Cubillas, 167 buts).